# Maria, a Judia
Maria, a Judia ou Maria, a Profetisa, é uma antiga filósofa grega e famosa alquimista que viveu no Egipto por volta do ano 273 a.C..
Alguns a situam na época de Aristóteles (384–322 a.C.), uma vez que a concepção aristotélica dos quatro elementos formadores do mundo (o fogo, o ar, a terra e a água) condiz bastante com as idéias alquimistas de Maria, como o axioma de Maria: «o Um torna-se Dois, o Dois torna-se Três, e do terceiro nasce o Um como Quatro». Segundo Aristóteles, o enxofre era considerado a expressão do elemento fogo, e Maria o tomou como base para os principais processos que estudou. Ela menciona o enxofre em frases sempre misteriosas, como «uma pedra que não é pedra» e «tão comum que ninguém a consegue identificar». Maria conta que Deus lhe revelou uma maneira de calcinar cobre com enxofre para produzir ouro. Esse enxofre era obtido do disulfeto de arsênico, que é achado em minas de ouro. Talvez tenha sido essa a origem da lenda da transformação de metais menos nobres em ouro.
Dentre as invenções de Maria estão o kerotakis, uma espécie de barril fechado e o banho de vapor: para um aquecimento lento e gradual dos experimentos, em vez de manipular as substâncias diretamente no fogo, ela descobriu que era possível controlar melhor a temperatura se fosse por meio da água - que até hoje chamamos de banho-maria. Para além disso dois equipamentos de destilação (alambique), com duas ou três saídas para destilados — o dibikos e o tribikos — e um aparelho para sublimação, sendo-lhe ainda atribuída a descoberta do ácido clorídrico. A maior parte das suas escrituras foram conservadas por Zósimo de Panópolis (300 d.C.).

## Trabalhos

### Escrituras
Sabe-se que Maria escreveu vários textos sobre alquimia. Embora nenhum de seus escritos ter sobrevivido em sua forma original, os seus ensinamentos foram amplamente citados por autores posteriores herméticos. Seu trabalho principal sobrevivente é um extrato feito por um anônimo filósofo cristão, chamado O Diálogo de Maria e Aros sobre o Magistério de Hermes, em que são descritas e nomeadas operações que seriam mais tarde a base da Alquimia, leucose (branqueamento) e xanthosis (amarelecimento). Uma foi feita por moagem e do outro por calcinação. Este trabalho descreve pela primeira vez um sal de ácido e outros ácidos que podem ser identificados com ácido acético. Há também várias receitas para fazer ouro, até mesmo de vegetais de raiz como o Mandragora.
Vários enigmáticos preceitos alquímicos têm sido atribuídas a Maria. Ela supostamente disse da união dos opostos:
Junta-te a um macho e uma fêmea e encontrarás o que buscas
Esta outra vem do Axiom de Maria
Um se torna dois. Dois se torna três. E por fora do terceiro vem aquele que se torna quarto.

### Invenções
Maria era uma trabalhadora respeitada, que inventou aparelhos complicados de laboratório para a destilação e sublimação de materiais químicos. Maria disse ter descoberto o ácido clorídrico, embora isso não seja aceito pela maioria dos textos científicos  .
Também são atribuídas a ela a invenção dos aparelhos de alquimia conhecidos como tribikos, kerotakis e o banho-maria.

#### Tribikos
Maria aperfeiçoou a câmara de destilação de três braços. O tribikos era uma espécie de alambique com três braços que foi utilizado para obter as substâncias purificadas por destilação. Ninguém sabe ao certo se Maria, a Judia foi sua inventora, mas Zósimo credita que a primeira descrição deste instrumento para ela. Em seus escritos (citado por Zósimo), ela recomenda que o cobre ou bronze utilizados para criar os tubos sejam da espessura de uma frigideira, e a junção entre estes tubos deve ainda ser selada com farinha de colar na cabeça

#### Kerotakis
O kerotakis é a invenção mais importante de Maria, a Judia, um dispositivo usado para aquecer substâncias utilizadas na alquimia e recolher os vapores. É um recipiente hermético com uma folha de cobre suspensa no topo. Quando funciona corretamente, todas as articulações são no vácuo apertado. O uso de tais recipientes fechados nas artes herméticas levaram ao termo "hermeticamente fechada". Maria e seus colegas acreditavam que a reação que se dá no kerotakis era uma reconstituição do processo de formação do ouro que acontecia nas entranhas da terra. Mais tarde, este instrumento foi modificado pelo alemão Franz von Soxhlet em 1879 para criar o extrator que leva seu nome, Soxhlet.

## Bibliografía
- GREENBERG, Arthur, Chemical History Tour, Picturing Chemistry from Alchemy to Modern Molecular Science. Wiley-Interscience 2000, ISBN 0-471-35408-2
- STROHMEIER, Renate, Lexikon der Naturwissenschaftlerinnen und naturkundigen Frauen Europas. Von der Antike bis zum 20. Jahrhundert. Verlag Harri Deutsch, 1998, ISBN 3-8171-1567-9